# Joop Atsma
Johannes Jan (Joop) Atsma (Surhuisterveen, 6 juli 1956) is een Nederlands voormalig politicus, sportbestuurder en voormalig journalist. Hij zat sinds 1998 in de Tweede Kamer namens het Christen-Democratisch Appèl (CDA). Van 1994 tot 2006 was hij voorzitter van de KNWU, de Koninklijke Nederlandse WielrenUnie en van 2013 tot 2015 was hij voorzitter van de Raad van commissarissen van Thialf. Van 2015 tot 2023 was hij lid van de Eerste Kamer.

## Jeugd
Joop Atsma werd geboren als zoon van de melkveehouder Pieter Atsma en Tjitske van der Meer. Na het atheneum begon hij aan een studie geschiedenis aan de Rijksuniversiteit Groningen, maar hij maakte deze niet af.

## Journalistiek en PR
In 1978 begon hij zijn carrière als journalist: hij werkte voor het ANP, NOS, Friesch Dagblad, Nieuwsblad van het Noorden, De Feanster en Omrop Fryslân.

## Wielrennen
Vanaf 1989 werkte Atsma bij de KNWU: eerst als voorzitter sectie amateurwielrennen en later als voorzitter. Bij de Olympische Spelen van Seoel (1988), Barcelona (1992), Atlanta (1996) en Sydney (2000) was Atsma chef d'équipe van het wielrennen. In 2009 werd Joop Atsma benoemd tot voorzitter van de Weg-commissie van de Internationale wielerorganisatie UCI. Deze commissie is verantwoordelijk voor o.a. de regelgeving van de wegsport, de toelating van teams, de wedstrijdkalenders en kwalificatiecriteria voor wereldkampioenschappen en Olympische Spelen.
Atsma is tijdens de 178ste vergadering van de International Cycling Union in Lugano in 2009 opnieuw gekozen tot lid van het hoofdbestuur van de UCI.

## Politiek
Atsma begon zijn politieke loopbaan als statenlid en fractievoorzitter in de Provinciale Staten van Friesland. In 1998 werd Atsma gekozen in de Tweede Kamer. Opvallend was dat hij zijn eed in het Fries aflegde. In de Tweede Kamer hield hij zich bezig met sport, landbouw, voedselkwaliteit, media en mijnbouw. Hij was daarnaast voorzitter van de vaste commissie voor Landbouw, Natuurbeheer en Voedselkwaliteit en ondervoorzitter van de vaste commissie voor Volksgezondheid, Welzijn en Sport. Op 14 oktober 2010 werd Atsma benoemd tot staatssecretaris van Infrastructuur en Milieu in het kabinet-Rutte I. Vanwege deze benoeming heeft Atsma per die datum zijn betaalde en onbetaalde (neven-)functies neergelegd en zijn relevante zakelijke en financiële belangen op afstand geplaatst.
Atsma bracht in 2011 een beleidsbrief uit over de Kabinetsaanpak Klimaatbeleid op weg naar 2020. Aangesloten wordt bij de Europese doelstelling van 20% reductie van broeikasgassen. Het beleid is er op gericht om economische kansen bij het klimaatbeleid te benutten en is niet alleen gericht op klimaat, maar richt zich ook op economische voordelen zoals kostenvermindering en energie-onafhankelijkheid. Atsma was in 2011 verantwoordelijk voor het besluit om de Afsluitdijk stapsgewijs te versterken en om de spui- en schutsluizen te renoveren. Dit is nodig omdat het veiligheidsniveau daarvan ver onder de wettelijke norm ligt. Door de aanpassingen moet de veiligheid van de Afsluitdijk tot 2050 worden gegarandeerd.
Ook had Atsma het plan om gemeenteraadsleden voortaan te laten stemmen voor de waterschappen, omdat de verkiezingen niet zo leefden bij de Nederlanders. Hiervoor zouden de eerstvolgende waterschapsverkiezingen van 2012 komen te vervallen. Op 5 november 2012 werd Atsma opgevolgd door Wilma Mansveld (PvdA).
Van 2015 tot 2023 was Atsma lid van de Eerste Kamer.

## Na de politiek
Vanaf 1 maart 2013 is Atsma voorzitter van het Productschap Vee en Vlees. Hij is benoemd tot 1 januari 2014.

## Onderscheidingen
- Ridder in de Orde van Oranje-Nassau (Nederland, 2012)[3]

## Privé
Joop Atsma is sinds 16 december 1982 gehuwd met Tea van der Schaaf en is vader van een dochter en een zoon.
- International Standard Name Identifier: 0000 0003 8957 9524
- Nederlandse Thesaurus van Auteursnamen: 070905827
- Parlement.com: vg09lljpk5z2
- Virtual International Authority File: 282964144
- WorldCat: E39PBJgxpPTypyXkwHBPhqyKh3